# Psaume 140 (139)
Le psaume 140 (139 selon la numérotation grecque) est attribué à David.

## Texte
| verset | original hébreu                                               | traduction française de Louis Segond                                                                                             | Vulgate latine |
| ------ | ------------------------------------------------------------- | --- | --- |
| 1      | לַמְנַצֵּחַ, מִזְמוֹר לְדָוִד                                             | [Au chef des chantres. Psaume de David.]                                                                                         | [In finem psalmus David]                                                                                           |
| 2      | חַלְּצֵנִי יְהוָה, מֵאָדָם רָע; מֵאִישׁ חֲמָסִים תִּנְצְרֵנִי                        | Éternel, délivre-moi des hommes méchants ! Préserve-moi des hommes violents.                                                     | Eripe me Domine ab homine malo a viro iniquo eripe me                                                              |
| 3      | אֲשֶׁר חָשְׁבוּ רָעוֹת בְּלֵב; כָּל-יוֹם, יָגוּרוּ מִלְחָמוֹת                       | Qui méditent de mauvais desseins dans leur cœur, et sont toujours prêts à faire la guerre !                                      | Qui cogitaverunt iniquitates in corde tota die constituebant proelia                                               |
| 4      | שָׁנְנוּ לְשׁוֹנָם, כְּמוֹ-נָחָשׁ: חֲמַת עַכְשׁוּב--תַּחַת שְׂפָתֵימוֹ סֶלָה                | Ils aiguisent leur langue comme un serpent, ils ont sous leurs lèvres un venin d’aspic. [Pause]                                  | Acuerunt linguam suam sicut serpentis venenum aspidum sub labiis eorum [diapsalma]                                 |
| 5      | שָׁמְרֵנִי יְהוָה, מִידֵי רָשָׁע-- מֵאִישׁ חֲמָסִים תִּנְצְרֵנִי:אֲשֶׁר חָשְׁבוּ, לִדְחוֹת פְּעָמָי | Éternel, garantis-moi des mains du méchant ! Préserve-moi des hommes violents, qui méditent de me faire tomber !                 | Custodi me Domine de manu peccatoris ab hominibus iniquis eripe me qui cogitaverunt subplantare gressus meos       |
| 6      | טָמְנוּ גֵאִים, פַּח לִי-- וַחֲבָלִים, פָּרְשׂוּ רֶשֶׁת לְיַד-מַעְגָּל;מֹקְשִׁים שָׁתוּ-לִי סֶלָה | Des orgueilleux me tendent un piège et des filets, ils placent des rets le long du chemin, ils me dressent des embûches. [Pause] | Absconderunt superbi laqueum mihi et funes extenderunt in laqueum iuxta iter scandalum posuerunt mihi [diapsalma]  |
| 7      | אָמַרְתִּי לַיהוָה, אֵלִי אָתָּה; הַאֲזִינָה יְהוָה, קוֹל תַּחֲנוּנָי                 | Je dis à l’Éternel : Tu es mon Dieu ! Éternel, prête l’oreille à la voix de mes supplications !                                  | Dixi Domino Deus meus es tu exaudi Domine vocem deprecationis meae                                                 |
| 8      | יְהוִה אֲדֹנָי, עֹז יְשׁוּעָתִי; סַכֹּתָה לְרֹאשִׁי, בְּיוֹם נָשֶׁק                    | Éternel, Seigneur, force de mon salut ! Tu couvres ma tête au jour du combat.                                                    | Domine Domine virtus salutis meae obumbrasti super caput meum in die belli                                         |
| 9      | אַל-תִּתֵּן יְהוָה, מַאֲוַיֵּי רָשָׁע; זְמָמוֹ אַל-תָּפֵק, יָרוּמוּ סֶלָה                | Éternel, n’accomplis pas les désirs du méchant, ne laisse pas réussir ses projets, de peur qu’il ne s’en glorifie ! [Pause]      | Non tradas Domine desiderio meo peccatori cogitaverunt contra me ne derelinquas me ne forte exaltentur [diapsalma] |
| 10     | (רֹאשׁ מְסִבָּי-- עֲמַל שְׂפָתֵימוֹ יכסומו (יְכַסֵּימוֹ                         | Que sur la tête de ceux qui m’environnent retombe l’iniquité de leurs lèvres !                                                   | Non tradas Domine desiderio meo peccatori cogitaverunt contra me ne derelinquas me ne forte exaltentur [diapsalma] |
| 11     | ימיטו (יִמּוֹטוּ) עֲלֵיהֶם, גֶּחָלִים: בָּאֵשׁ יַפִּלֵם; בְּמַהֲמֹרוֹת, בַּל-יָקוּמוּ       | Que des charbons ardents soient jetés sur eux ! Qu’il les précipite dans le feu, dans des abîmes, d’où ils ne se relèvent plus ! | Cadent super eos carbones in igne deicies eos in miseriis non subsistent                                           |
| 12     | אִישׁ לָשׁוֹן, בַּל-יִכּוֹן בָּאָרֶץ: אִישׁ-חָמָס רָע--יְצוּדֶנּוּ, לְמַדְחֵפֹת            | L’homme dont la langue est fausse ne s’affermit pas sur la terre ; et l’homme violent, le malheur l’entraîne à sa perte.         | Vir linguosus non dirigetur in terra virum iniustum mala capient in interitu                                       |
| 13     | ידעת (יָדַעְתִּי)--כִּי-יַעֲשֶׂה יְהוָה, דִּין עָנִי: מִשְׁפַּט, אֶבְיֹנִים             | Je sais que l’Éternel fait droit au misérable, justice aux indigents.                                                            | Cognovi quia faciet Dominus iudicium inopis et vindictam pauperum                                                  |
| 14     | אַךְ צַדִּיקִים, יוֹדוּ לִשְׁמֶךָ; יֵשְׁבוּ יְשָׁרִים, אֶת-פָּנֶיךָ                     | Oui, les justes célébreront ton nom, les hommes droits habiteront devant ta face.                                                | Verumtamen iusti confitebuntur nomini tuo habitabunt recti cum vultu tuo                                           |

## Usages liturgiques

### Chez les catholiques
Ce psaume fut attribué à l'office de vêpres du jeudi par saint Benoît de Nursie vers 530. En conséquence, celui-ci était traditionnellement exécuté, depuis le haut Moyen Âge, lors de cet office selon la règle de saint Benoît.
Dans la liturgie des Heures actuelle, le psaume 140 est encore récité ou chanté aux vêpres mais du samedi anticipant la première semaine.

## Voir aussi

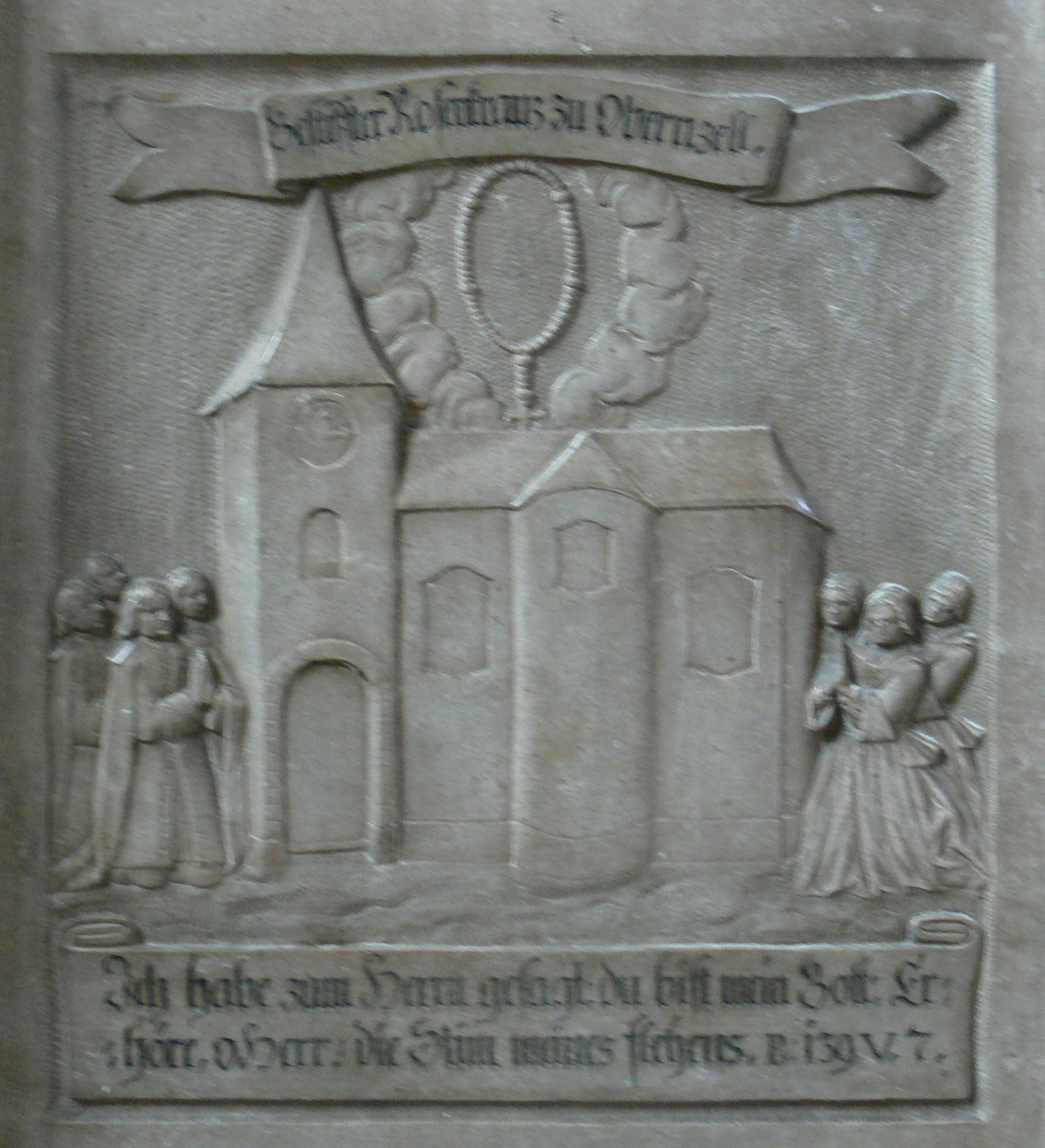
Épitaphe de Lucas Kern dans l'église Saint Paul de Passau, avec mention du verset 7.